# Pemba brunnea
Pemba brunnea är en insektsart som beskrevs av Max Beier 1960. Pemba brunnea ingår i släktet Pemba och familjen vårtbitare. Inga underarter finns listade i Catalogue of Life.